# Dorothy Peterson
Dorothy Peterson, född 25 december 1897 i Hector i Minnesota, död 3 oktober 1979 i New York, var en amerikansk skådespelare. Hennes släkt härstammande från svenska invandrare. Hon medverkade i filmer under åren 1930-1947, nästan jämt i moderliga roller. Senare under 1950-talet och fram till 1964 medverkade hon som gästskådespelare i TV-produktioner.

## Filmografi, urval
- 1932 – Förbjuden
- 1933 – Jag är ingen ängel
- 1933 – Förvildad ungdom
- 1934 – Skattkammarön
- 1939 – Seger i mörkret
- 1940 – En herre för mycket
- 1941 – Farväl miss Bishop
- 1942 – Sabotör
- 1944 – Kvinnan i fönstret
- 1944 – En kvinnas väg
- 1946 – Att offra allt